# Championnat d'Espagne de rugby à XV 2015-2016
 (août 2025).
Si vous disposez d'ouvrages ou d'articles de référence ou si vous connaissez des sites web de qualité traitant du thème abordé ici, merci de compléter l'article en donnant les références utiles à sa vérifiabilité et en les liant à la section « Notes et références ».
Navigation
División de Honor 2014-2015 División de Honor 2016-2017
Le Championnat d'Espagne de rugby à XV 2015-2016 ou Division de Honor 2015-2016 oppose les douze meilleures équipes de rugby à XV espagnoles. El Salvador Rugby remporte cette édition en s'imposant en finale face au Valladolid Rugby Asociación Club sur le score de 24 à 23.

## Participants
| Équipe                     | Stade                              | Ville                 |
| -------------------------- | ---------------------------------- | --------------------- |
| Club Alcobendas Rugby      | Las Terrazas                       | Alcobendas            |
| Ampo Ordizia RE            | Stade municipal d'Altamira         | Ordizia               |
| Bathco Independiente Rugby | Mies de Cozada                     | Santander             |
| Bizkaia Gernika RT         | Urbieta                            | Guernica              |
| Complutense Cisneros       | Central de la Ciudad Universitaria | Madrid                |
| CRC Pozuelo                | Campo de rugby Valle de las Cañas  | Pozuelo de Alarcón    |
| El Salvador Rugby          | Stade Pepe-Rojo                    | Valladolid            |
| FC Barcelone               | La Teixonera                       | Barcelone             |
| Getxo Artea RT             | Centre sportif de Fadura           | Getxo                 |
| Hernani CRE (es)           | Landare Toki                       | Hernani               |
| UE Santboiana              | Estadi Baldiri Aleu                | Sant Boi de Llobregat |
| Valladolid RAC             | Stade Pepe-Rojo                    | Valladolid            |

## Résumé des résultats

### Classement de la phase régulière
| Rang | Club               | J  | V  | N | D  | Bo | Bd | Pm  | Pe  | Diff | Pts |
| ---- | ------------------ | -- | -- | - | -- | -- | -- | --- | --- | ---- | --- |
| 1    | Valladolid RAC (T) | 22 | 20 | 1 | 1  | 16 | 0  | 775 | 328 | +447 | 98  |
| 2    | El Salvador        | 22 | 17 | 1 | 4  | 12 | 1  | 763 | 438 | +325 | 83  |
| 3    | Independiente RC   | 22 | 14 | 1 | 7  | 11 | 3  | 663 | 498 | +165 | 72  |
| 4    | UE Santboiana      | 22 | 13 | 0 | 9  | 13 | 4  | 748 | 530 | +218 | 69  |
| 5    | CR Cisneros        | 22 | 13 | 1 | 8  | 11 | 3  | 606 | 505 | +101 | 68  |
| 6    | Alcobendas (P)     | 22 | 11 | 0 | 11 | 9  | 5  | 563 | 537 | +26  | 58  |
| 7    | FC Barcelone       | 22 | 8  | 2 | 12 | 4  | 2  | 456 | 639 | -183 | 42  |
| 8    | Getxo Artea RT     | 22 | 7  | 0 | 15 | 9  | 3  | 477 | 695 | -218 | 40  |
| 9    | Ordizia RE         | 22 | 6  | 0 | 16 | 9  | 7  | 540 | 714 | -174 | 40  |
| 10   | Hernani CRE        | 22 | 7  | 0 | 15 | 8  | 2  | 423 | 743 | -320 | 38  |
| 11   | Gernika RT         | 22 | 7  | 0 | 15 | 3  | 6  | 472 | 619 | -147 | 37  |
| 12   | CRC Pozuelo        | 22 | 6  | 0 | 16 | 7  | 4  | 455 | 695 | -240 | 35  |

|  | Qualifiés pour les demi-finales (no 1, no 2).           |
|  | Qualifiés pour les barrages (no 3, no 4, no 5, no 6).   |
|  | Barrage pour la relégation en seconde division (no 11). |
|  | Relégué (no 12).                                        |
|  | T : tenant du titre 2014, P : promu 2014.               |

Attribution des points : victoire sur tapis vert : 5, victoire : 4, match nul : 2, défaite : 0, forfait : -2 ; plus les bonus (offensif : 4 essais marqués ; défensif : défaite par 7 points d'écart ou moins).
Règles de classement : ?

### Barrage de relégation
À la fin de la saison, le 11e du championnat affronte l'équipe de seconde division ayant perdu la finale de promotion dans une double confrontation aller-retour, promotion-relégation. Le club de Bizkaia Gernika RT conserve sa place en première division en remportant ses deux matchs.
|        | Club               | Score   | Club               |
| Aller  | CAU Rugby Valencia | 7 - 35  | Bizkaia Gernika RT |
| Retour | Bizkaia Gernika RT | 94 - 18 | CAU Rugby Valencia |

### Phase finale
Les deux premiers de la phase régulière sont directement qualifiés pour les demi-finales. En matchs de barrage pour attribuer les deux autres places, le troisième reçoit le sixième et le quatrième reçoit le cinquième. Les vainqueurs affrontent respectivement le deuxième et le premier.
|  | Barrages                       | Barrages                   |                          |    | Demi-finales   | Demi-finales |  |  | Finale | Finale |
|  | Barrages                       | Barrages                   |                          |    | Demi-finales   | Demi-finales |  |  | Finale | Finale |
|  |                                |                            |                          |    |                |              |  |  |        |        |
|  |                                |                            |                          |    |                |              |  |  |        |        |
|  |                                |                            |                          |    |                |              |  |  |        |        |
|  | [1] Valladolid RAC             | 33                         |                          |    |                |              |  |  |        |        |
|  | [1] Valladolid RAC             | 33                         | [4] UE Santboiana        | 23 |                |              |  |  |        |        |
|  | Complutense Cisneros           | 26                         | [4] UE Santboiana        | 23 |                |              |  |  |        |        |
|  | Complutense Cisneros           | 26                         | [5] Complutense Cisneros | 25 |                |              |  |  |        |        |
|  |                                |                            | [5] Complutense Cisneros | 25 | Valladolid RAC | 23           |  |  |        |        |
|  |                                |                            |                          |    | Valladolid RAC | 23           |  |  |        |        |
|  |                                | El Salvador Rugby          | 24                       |    |                |              |  |  |        |        |
|  | [3] Bathco Independiente Rugby | El Salvador Rugby          | 24                       | 42 |                |              |  |  |        |        |
|  | [3] Bathco Independiente Rugby | Bathco Independiente Rugby | 16                       | 42 |                |              |  |  |        |        |
|  | [6] Club Alcobendas Rugby      | Bathco Independiente Rugby | 16                       | 13 |                |              |  |  |        |        |
|  | [6] Club Alcobendas Rugby      | [2] El Salvador Rugby      | 36                       | 13 |                |              |  |  |        |        |
|  |                                | [2] El Salvador Rugby      | 36                       |    |                |              |  |  |        |        |